# Juan Carlos Guillamón
Pour les articles homonymes, voir Guillamon.
Juan Carlos Guillamón, né le 24 novembre 1974 à Murcie, est un coureur cycliste espagnol, professionnel entre 1998 et 2003. Il a notamment été  champion d'Espagne sur route en 2002.

## Biographie
Juan Carlos Guillamón est vice-champion d'Espagne sur route chez les espoirs en 1996, mais il ne parvenant pas à signer de contrats dans les grandes équipes professionnelles espagnoles, il émigre au Portugal. Il fait ses débuts en tant que cycliste professionnel en 1998 chez Gresco-Tavira.
En 2001, il rejoint la modeste l'équipe cycliste Jazztel-Costa de Almeria, avec qui, il peut disputer des compétitions sur les routes espagnoles. En 2002, il réalise son plus grand succès en devenant  champion d'Espagne sur route à la surprise générale.
Il prend sa retraite en 2003 en raison de problèmes physiques. En 1997 et 2001, il avait été opéré de l'artère iliaque, les problèmes découlant d'une hypertrophie du psoas.
Après sa carrière de cycliste, il tente sa chance dans le monde de la musique dans le cadre d'un orchestre et d'atteindre la sélection finale du casting de l'Operación Triunfo.

## Palmarès

### Palmarès amateur
- 1996
  - 6e étape du Circuito Montañés
  - Trofeo San Gil Abad
  - 2e du championnat d'Espagne sur route espoirs

### Palmarès professionnel
- 1999
  - Trophée Joaquim Agostinho :
    - Classement général
    - 1re étape
- 2000
  - 2e étape du Grand Prix Abimota
- 2002
  -  Champion d'Espagne sur route

## Résultats sur les grands tours

### Tour d'Espagne
2 participations
- 2001 : 112e
- 2002 : 125e